# Brian Adams (Wrestler)
Brian Adams (* 31. Januar 1963 in Kona, Hawaii; † 13. August 2007 in Tampa, Florida) war ein US-amerikanischer Wrestler. Bekannt wurde er vor allem unter seinem Ringnamen Crush. Adams trat unter anderem in den Wrestlingverbänden World Wrestling Entertainment und World Championship Wrestling auf.

## Karriere
Trainiert wurde Adams von Tatsumi Fujinami und Antonio Inoki und begann seine Karriere im Jahr 1986, als er in Japan antrat. Bald darauf wechselte er zur Liga „Pacific Northwest Wrestling“ (PNW) nach Portland, Oregon. Dort gehörte Adams dem Tag Team The Wrecking Crew an, sein Partner in diesem Team war The Grappler. Im Dezember 1989 gewannen sie die NWA Pacific Northwest Tag Team Championship. Anfang 1990 gewann Adams den PNW Heavyweight-Titel.

### World Wrestling Federation
1990 kam Adams unter dem Namen Crush in die damalige World Wrestling Federation. Dort wurde er als dritter Mann im Tag Team Demolition eingeführt, um allmählich den an gesundheitlichen Problemen leidenden Ax zu ersetzen. „Demolition“ war in dieser Zeit Träger des WWF Tag Team Titels, den sie bei der Pay-per-View-Veranstaltung SummerSlam im Jahr 1990 an die Hart Foundation abgeben mussten. Danach ging Adams wieder zur PNW, wo er erneut Heavyweight- und Tag-Team-Champion werden durfte. Anschließend wechselte er zu All-Asian Wrestling in Singapur.
Adams kehrte 1992 unter dem Namen Crush in die WWF zurück. Sein Ring-Outfit wurde farbenfroher und er wurde als Face vermarktet. Nach einer Verletzungspause, die er nach einem Match mit Yokozuna einlegte, kehrte Adams Ende 1993 als Heel zurück. 1995 wurde er wegen Drogen- und illegalen Waffenbesitzes verhaftet und inhaftiert, erst Ende 1996 konnte er wieder in die WWF zurückkehren.

### World Championship Wrestling
1998 ging Adams – wie viele andere WWF-Wrestler nach dem Montreal Screwjob auch – zur WCW, wo er unter seinem bürgerlichen Namen antrat und einem der bekanntesten Stables in der Wrestlinggeschichte – der „New World Order“ – angehörte. Während dieser Zeit trat er ebenfalls in Japan auf.
Später bildete er zusammen mit Bryan Clark (der zuvor in der WWF unter dem Namen Adam Bomb aktiv war) das Tag-Team Kronik, das zweimal den Tag-Team-Titel tragen durfte.
Im Frühjahr 2001 musste Brian Adams wegen einer Blinddarmentzündung eine mehrmonatige Pause einlegen. In dieser Zeit wurde die WCW von der WWF aufgekauft, Adams und sein Tag-Team-Partner Bryan Clark wurden als Tag Team von der WWF übernommen.
Am 23. September 2001 fand die Pay-per-View-Veranstaltung „Unforgiven“ statt, bei der Adams und Clark ebenfalls auftraten. Die Verantwortlichen waren nach der Veranstaltung jedoch der Meinung, die Performance der beiden wäre schlecht gewesen und entließen sie deswegen. Ein Angebot seitens der WWF für ein Aufbautraining in der Wrestlingliga OVW lehnten sie ab. In der folgenden Zeit traten Adams und Clark weiterhin als Tag Team für die Liga „World Wrestling All-Stars“ in Australien und Japan auf.
2002 versuchte Adams sich erfolglos als Boxer. Danach trat er in kleineren Ligen wieder als Wrestler an. Mit Rücken- und Schulterproblemen zog er sich anschließend zurück. Zuletzt lebte Adams von seiner teuren Lloyds-Versicherung und arbeitete nebenbei als Bodyguard (u. a. auch für den sich als Rap-Musiker versuchenden Randy Savage).

## Tod
Am 13. August 2007 wurde Adams in seinem Haus gegen 11:30 Uhr Ortszeit von seiner Frau tot im Bett liegend aufgefunden. Todesursache war eine Intoxikation mit Analgetika und Antidepressiva.

## Erfolge

### Titel
National Wrestling Alliance
- 2× NWA Pacific Northwest Tag Team Champion (je 1× mit The Grappler und Steve Doll)
- 2× NWA Pacific Northwest Heavyweight Champion

World Wrestling Federation
- 1× WWF Tag Team Champion (mit Ax & Smash als Demolition)
- 2× WCW Tag Team Champion (mit Bryan Clark als Kronik. Zu diesem Zeitpunkt war WCW schon von WWE übernommen worden.)

## Sonstiges
Adams war in einer kleinen Rolle im Bollywood Film Khiladiyon Ka Khiladi zu sehen.